# 孔志印
孔志印（1964年8月—），男，河北邢台人，中国计算机应用技术专家，中央军委办公厅某研究所研究员，中国工程院院士。